# Herniaria permixta
Herniaria permixta är en nejlikväxtart som beskrevs av Giovanni Gussone. Herniaria permixta ingår i släktet knytlingar, och familjen nejlikväxter. Inga underarter finns listade i Catalogue of Life.